# Jeugdland (Amsterdam)

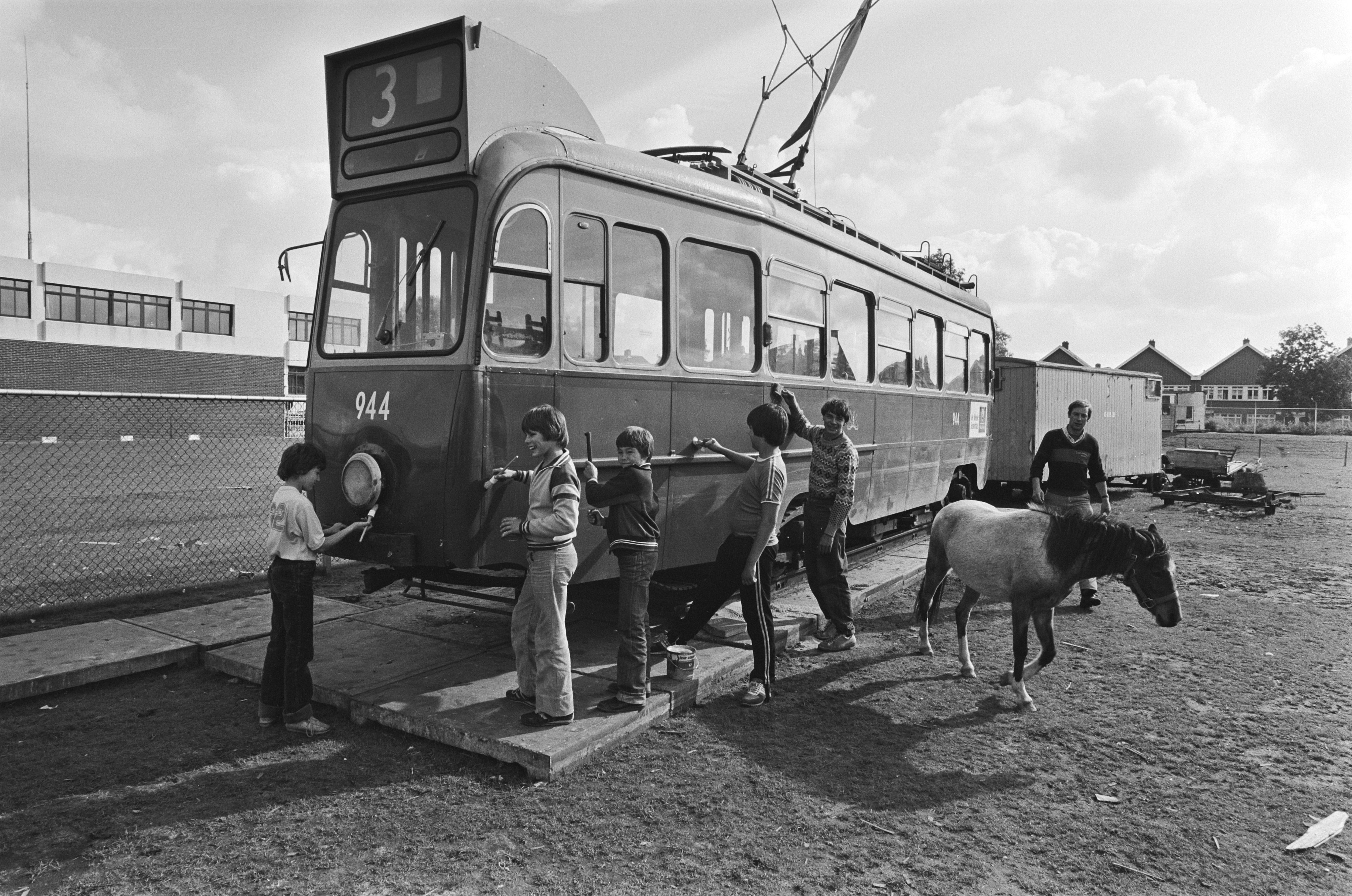
Als speelobject geplaatste afgevoerde drieassige motorwagen van GVB in 1980

Jeugdland was de benaming van een wijk in Amsterdam-Noord, gelegen naast het Noordhollandsch Kanaal, tussen de wijken Banne II en Buikslotermeer. De wijk werd tussen 1995 en 1998 volgebouwd.
De naam verwijst naar een natuurlijk speelterrein dat een aantal jaren tussen De Nieuwe Noorder en de Rijksweg 10 (Ringweg-Noord) lag. Oorspronkelijk was er een jeugdhonk met speelvoorzieningen naast het politiebureau aan de Waddenweg. Als speelobject werd een afgevoerde tram naar het terrein van Jeugdland Noord aan de Rode Kruisstraat overgebracht en geplaatst op een stuk rails op het afgesloten terrein. In 1983 verhuisde Jeugdland naar een nieuwe terrein aan de G.J. Scheurleerweg nabij Begraafplaats Noord. De tram verhuisde mee, maar niet voor lang, en er verscheen een nieuw honk met speelvoorzieningen en een kinderboerderij.  
Het grootste deel van Jeugdland bestaat uit een groot vierkant eiland, waarop verschillende, zowel koop- (vrije sector en sociale) als huurhuizen zijn gebouwd. Verder omvat de wijk ook onder meer een speelplaatsje, een villagedeelte, een complex met ouderenwoningen en sportcomplexen. Straat- en pleinnamen verwijzen direct naar Nederlandse architecten. Ringstraat Diopter is vernoemd naar Arie Keppler van volkshuisvesting.   
De wijk maakte deel uit van het plan (en uitvoering) om de centrale zone van Amsterdam-Noord op te waarderen. Nadat deze wijk opgeleverd was, volgden er meer op de terreinen van een voormalig volkstuincomplex. In 2024 valt Jeugdland onder Elzenhagen-Noord.
Behalve een wijk in Amsterdam wordt Jeugdland ook gebruikt als naam voor de Amsterdamse speeltuinvereniging Jeugdland Oost.